# Кей Еф Си
Кей Еф Си (на английски: Kentucky Fried Chicken или само KFC) е американска верига ресторанти за бързо хранене, популярни в цял свят със своите сандвичи с пържено пиле, чиято главна квартира е в град Луисвил, щат Кентъки, САЩ.
Компанията предлага в своите ресторанти за бързо хранене панирани в специален микс и изпържени парчета пиле, сандвичи, салати и десерти.

## История
Компанията „Кентъки Фрайд Чикън“ е основана от полковник Харлънд Сандърс през 1952 година.

## Кей Еф Си в България
Първият ресторант на Кей Еф Си отваря врати на пл.Гарибалди в столицата през Юли 1994 г. През първите години името на фирмата е преведено на български - „Панирани пилета от Кентъки“.
Към средата на май 2019 година Кей Еф Си има 28 ресторанта на следните места в България:
- София – 14 ресторанта
- Пловдив – 4 ресторанта
- Варна – 3 ресторанта
- Бургас – 2 ресторанта
- Стара Загора - 1 ресторант (Мол Галерия)
- Шумен - 1 ресторант
- Слънчев бряг – 1 ресторант
- Автомагистрала Тракия – 2 ресторанта
- Автомагистрала Хемус - 1 ресторант